# ونینمدو
ونینمدو (به لاتین: Vanniyanmadu) یک منطقهٔ مسکونی در سری‌لانکا است که در استان شمالی (سری‌لانکا) واقع شده‌است.